# Mur (Fluss)
Die Mur (slowenisch, kroatisch und ungarisch Mura) ist ein Nebenfluss der Drau, der durch Österreich, Slowenien, Kroatien und Ungarn fließt und in Teilen seines Verlaufs auch die Grenze zwischen diesen Staaten bildet.

## Name
Erstmals schriftlich belegt ist der Fluss für das Jahr 904 als in flumen Muora. Die Deutung des Namens ist unsicher. Er könnte sich vom germanischen Wort *mōra mit der Bedeutung „Morast, sumpfartiges Land“ ableiten und ursprünglich die umliegende Gegend bezeichnet haben.

## Verlauf

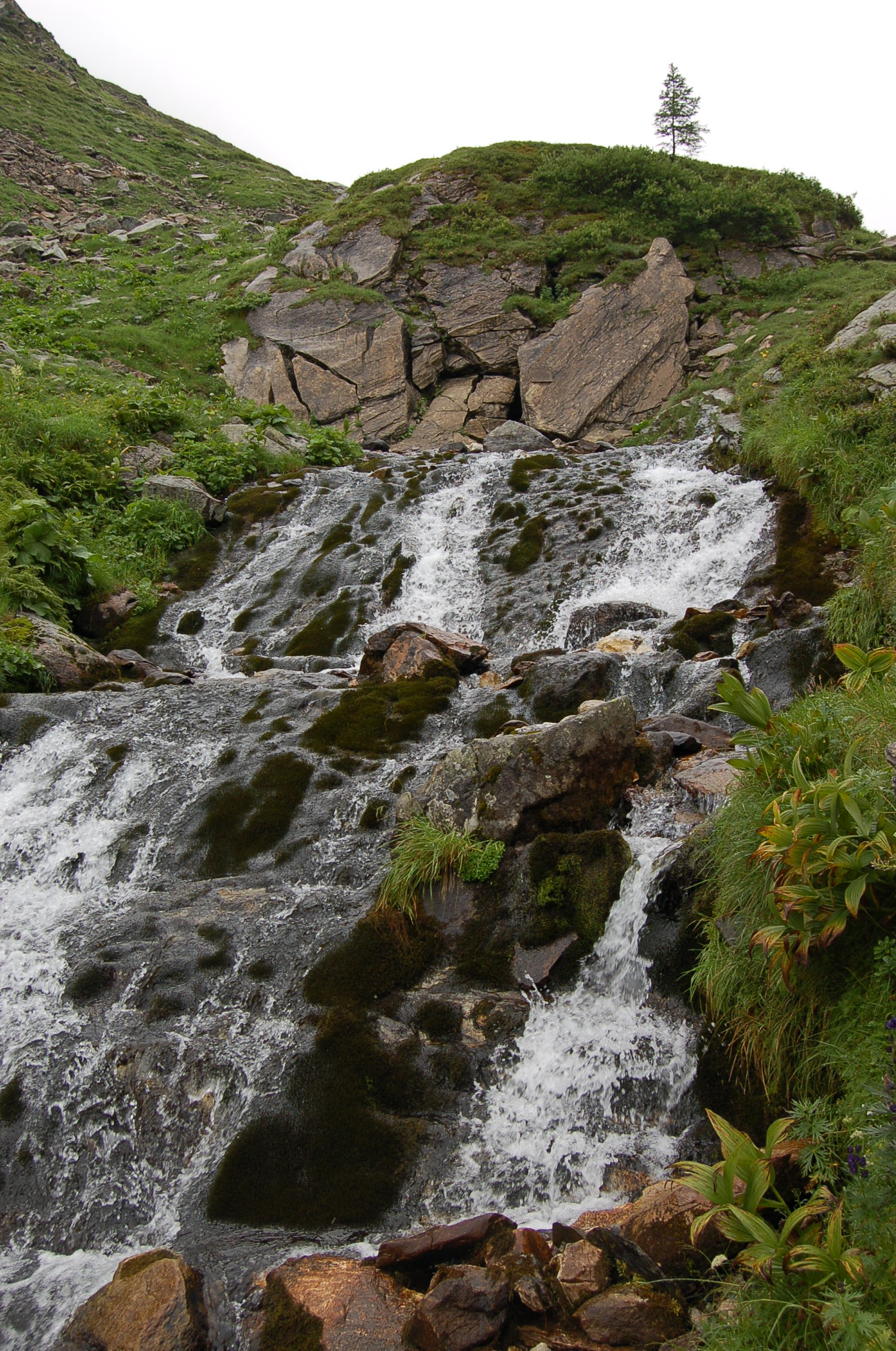
Murursprung

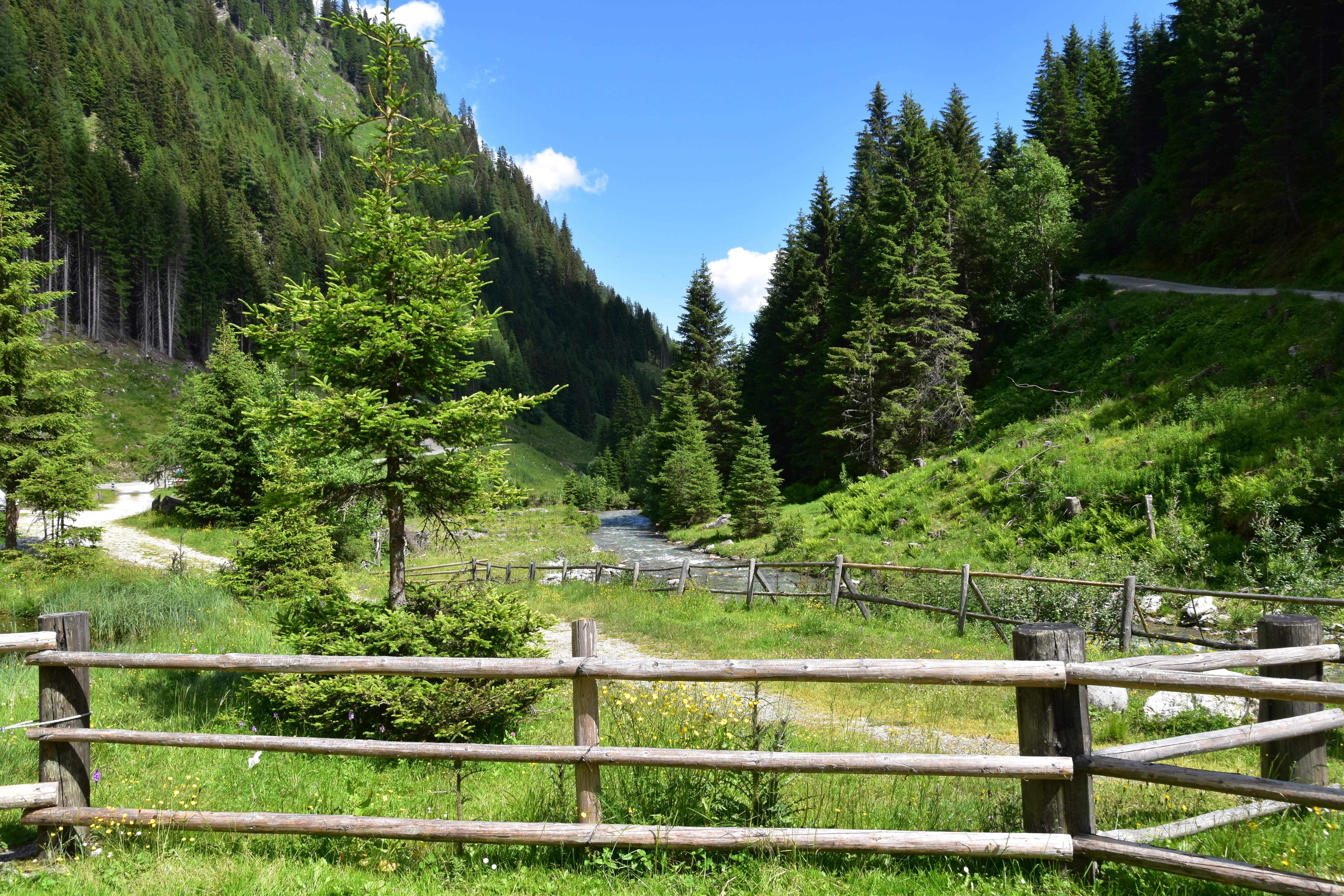
Die junge Mur

Die Mur entspringt südöstlich des Murtörls (2260 m) in der Schmalzgrube auf einer Höhe von etwa 2050 m ü. A. in der Ankogelgruppe (im Nationalpark Hohe Tauern) im Salzburger Lungau und entwässert diesen Landesteil Salzburgs am Beginn der Mur-Mürz-Furche als oberes Murtal und einzigem Gewässer nach Osten, unter anderem durch das Aichfeld.
Sie fließt weiter als Hauptfluss durch die Steiermark, zunächst nordöstlich bis Bruck und das Murknie, dann nach dem Durchbruch durch das Steirische Randgebirge im mittleren Murtal südwärts bis zur Hauptstadt Graz im gleichnamigen Grazer Feld.

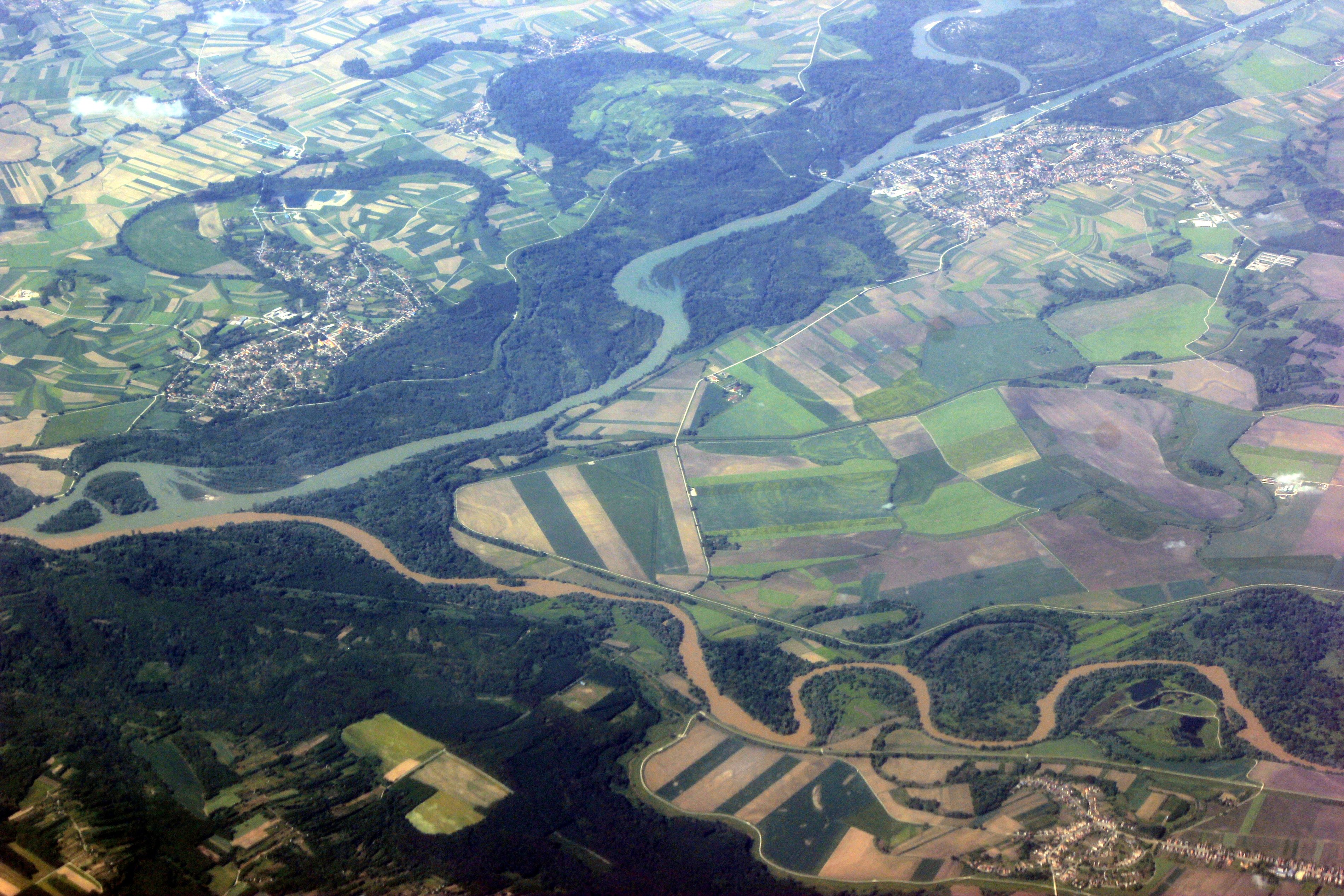
Luftbild der Mündung in die Drau

In der Südsteiermark bildet sie die Grenze zu Slowenien. Im weiteren Verlauf fließt sie ostwärts durch Slowenien, bildet danach die Grenze zwischen Slowenien und Kroatien und schließlich zwischen Kroatien und Ungarn. Als letzter größerer Nebenfluss mündet in Kroatien die Trnava in die Mur. Nach 453 km mündet sie bei Legrad an der kroatisch-ungarischen Grenze in die Drau. Kurz davor mündet der Prinzipal-Kanal in sie ein, der die Zala mit der Mur verbindet.

## Natur und Umwelt

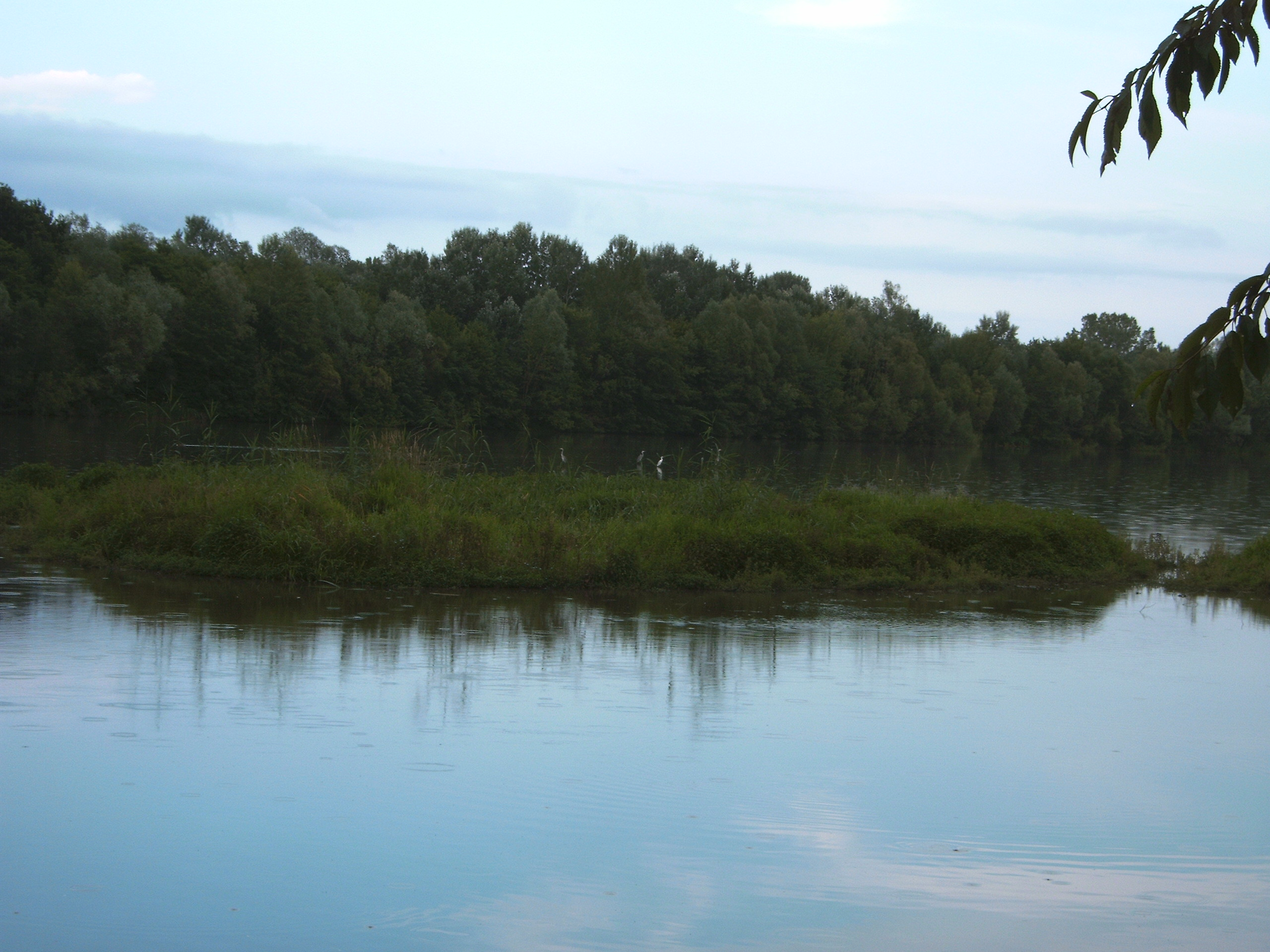
Der Stauraum Gralla als Lebensraum für Wasservögel

Schon an ihrem Oberlauf in Österreich zählte die Mur bis in die späten 1980er Jahre vor allem durch Abwässer der an ihren Ufern und Zuflüssen angesiedelten Papier- und Kartonindustrie in Pöls, Hinterberg, Niklasdorf, Frohnleiten und Gratkorn sowie der Schwerindustrie (Voestalpine Donawitz) zu den am stärksten verschmutzten Flüssen Österreichs.
Heute ist die Mur in ihrem langsam fließenden steirischen Bereich südlich von Graz weitgehend saniert und weist eine zufriedenstellende Gewässergüte auf, wie die Rückkehr einiger sensibler Fischarten (z. B. der Äsche) beweist. Seither hat sich die Wasserqualität kontinuierlich verbessert. Im Jahr 2014 wurde die Mur mit dem European River Prize ausgezeichnet. Im Jahr 2015 wurde die Mur für den Thiess International Riverprize nominiert und kam auf den zweiten Platz. Die Renaturierung wurde und wird dort, wo es wirtschaftlich vertretbar ist, fortgesetzt. Seit 2002 wurden im Oberlauf beispielsweise in der Nähe der Orte Mauthof nahe Murau, Thalheim (Gemeinde Pöls-Oberkurzheim) und Apfelberg (Gemeinde Knittelfeld) Rückbauten der Uferbefestigungen vorgenommen, Altarme reaktiviert und Auwälder angelegt.
Im Stauraum des Murkraftwerkes Gralla haben sich auch zahlreiche Wasservögel angesiedelt. Bei der dort errichteten Beobachtungsstation kann man verschiedene Entenarten, Schwäne und Reiher (wie Silberreiher und Graureiher) beobachten. Mit etwas Glück bekommt man auch einen Eisvogel zu sehen. Über das Aufstauen des Flusses aufgrund der Wasserkraftwerke und der Anhebung des Grundwasserspiegels konnten zumindest teilweise in den nicht durch intensiven Ackerbau (zumeist Maisanbau) genutzten Flächen wieder Landschaften entstehen, die der Aulandschaft vor den Regulierungsmaßnahmen zumindest ähnlich sind. Bis 1979 wurde in einem dieser Auwälder in der Marktgemeinde Gössendorf die Kläranlage der Stadt Graz errichtet. Täglich fließen an die 75.000 m³ gereinigtes Abwasser in den Fluss. Die gegenwärtig auf 500.000 Einwohnerwerte ausgelegte Anlage konnte die Wasserqualität flussabwärts der Landeshauptstadt erheblich verbessern.
Angrenzend an den Fluss sind dort, wo keine landwirtschaftliche Nutzung der angrenzenden Flächen erfolgt, Feuchtwiesen oder Auwald vorhanden. Die typischen Pflanzenarten, wie Sumpfdotterblumen, findet man in den Wiesen oder bewaldeten Flächen neben der Mur (z. B. in der Höhe des Flusskraftwerks Gabersdorf).
Am 15. September 2021 erfolgte die Anerkennung des 2020 eingereichten Projekts Biosphärenpark Mur-Drau-Donau durch die UNESCO. Der WWF engagierte sich seit den 1990er-Jahren für ein solches Flussschutzgebiet. Es umfasst 700 Flusskilometer und 9300 km3 Gebiet (Kern- und Übergangszone) in 5 Staaten. In Österreich liegt der Teil links der Grenzmur zu Slowenien – von Spielfeld bis Bad Radkersburg.

## Nutzung

### Wasserkraftwerke

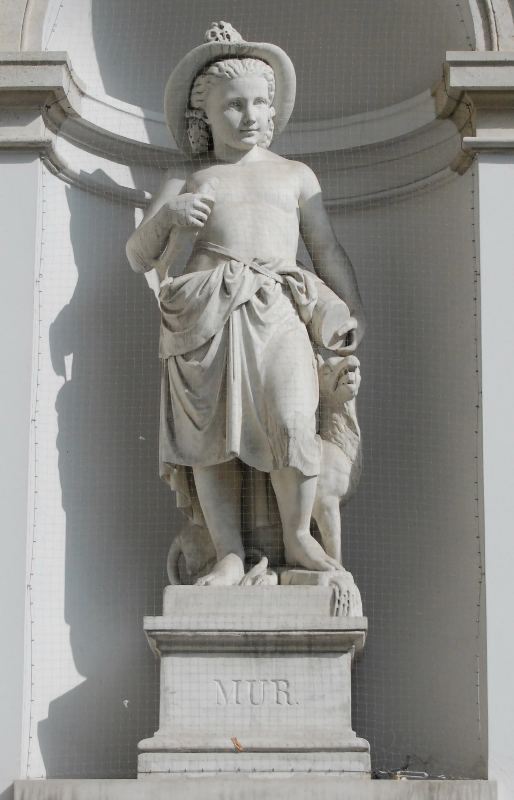
Personifikation der Mur am Albrechtsbrunnen in Wien (2008)

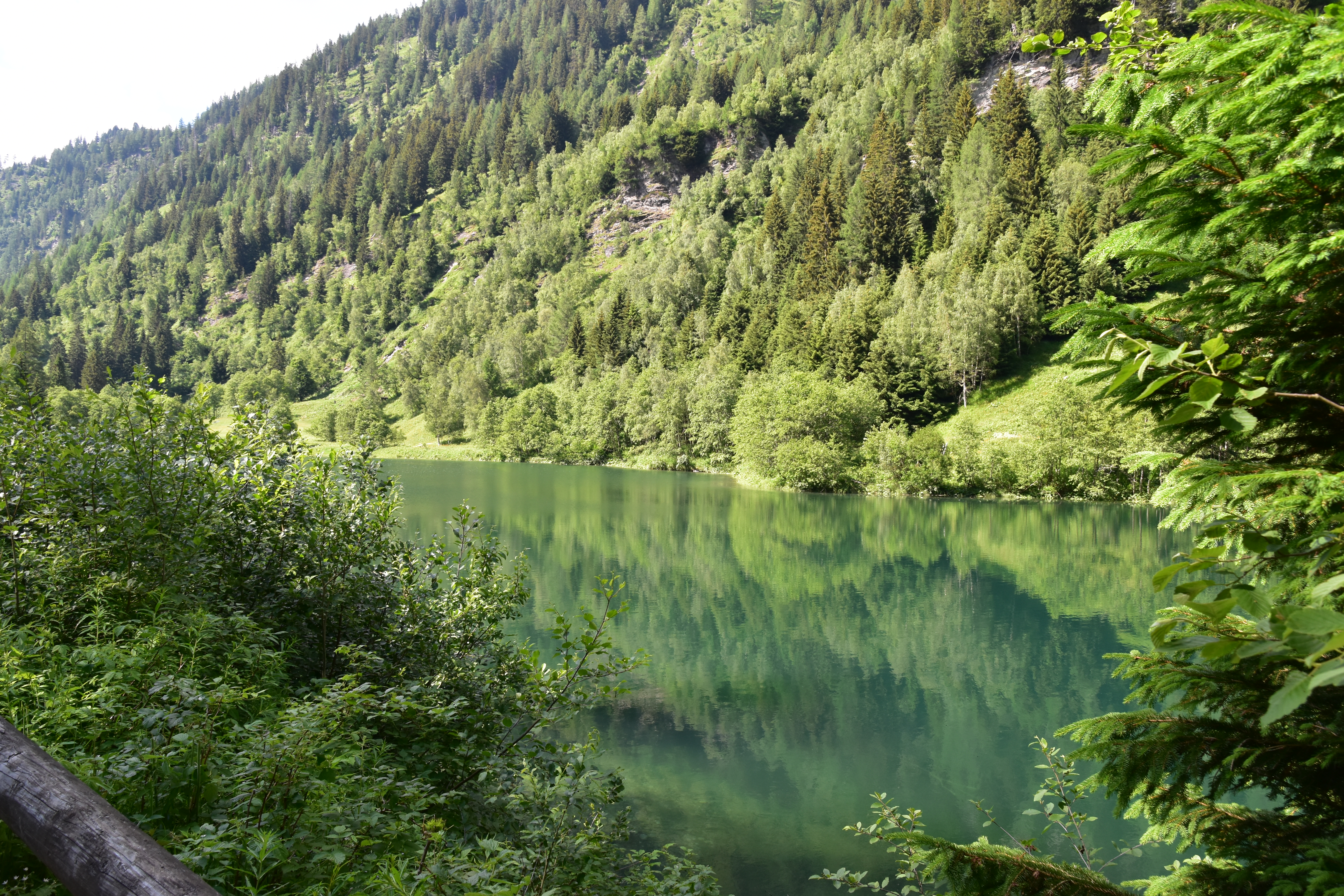
Der Murstausee, wenige Kilometer westlich von Muhr (2018)

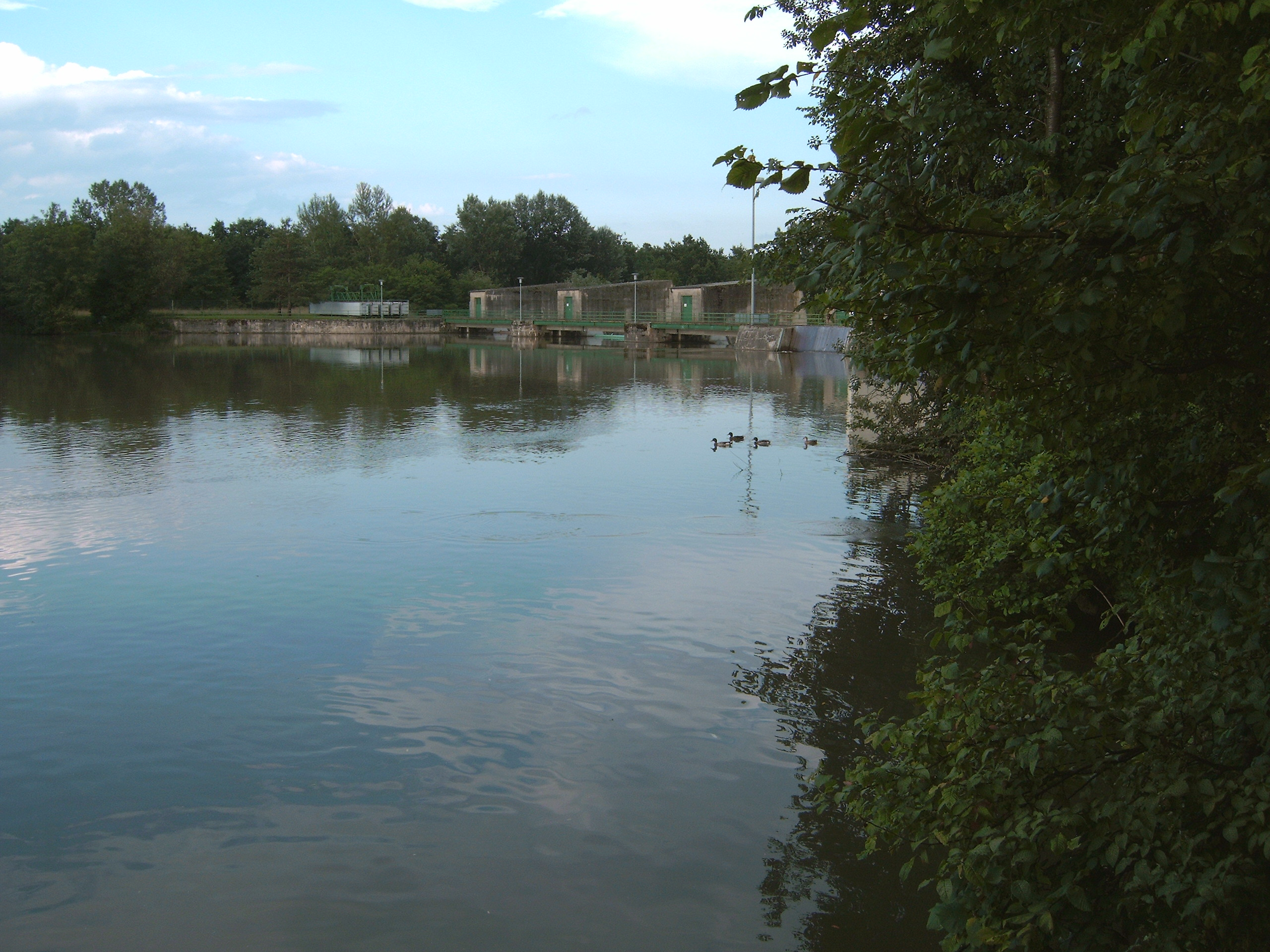
Das Flusskraftwerk in Gralla, Juli 2009

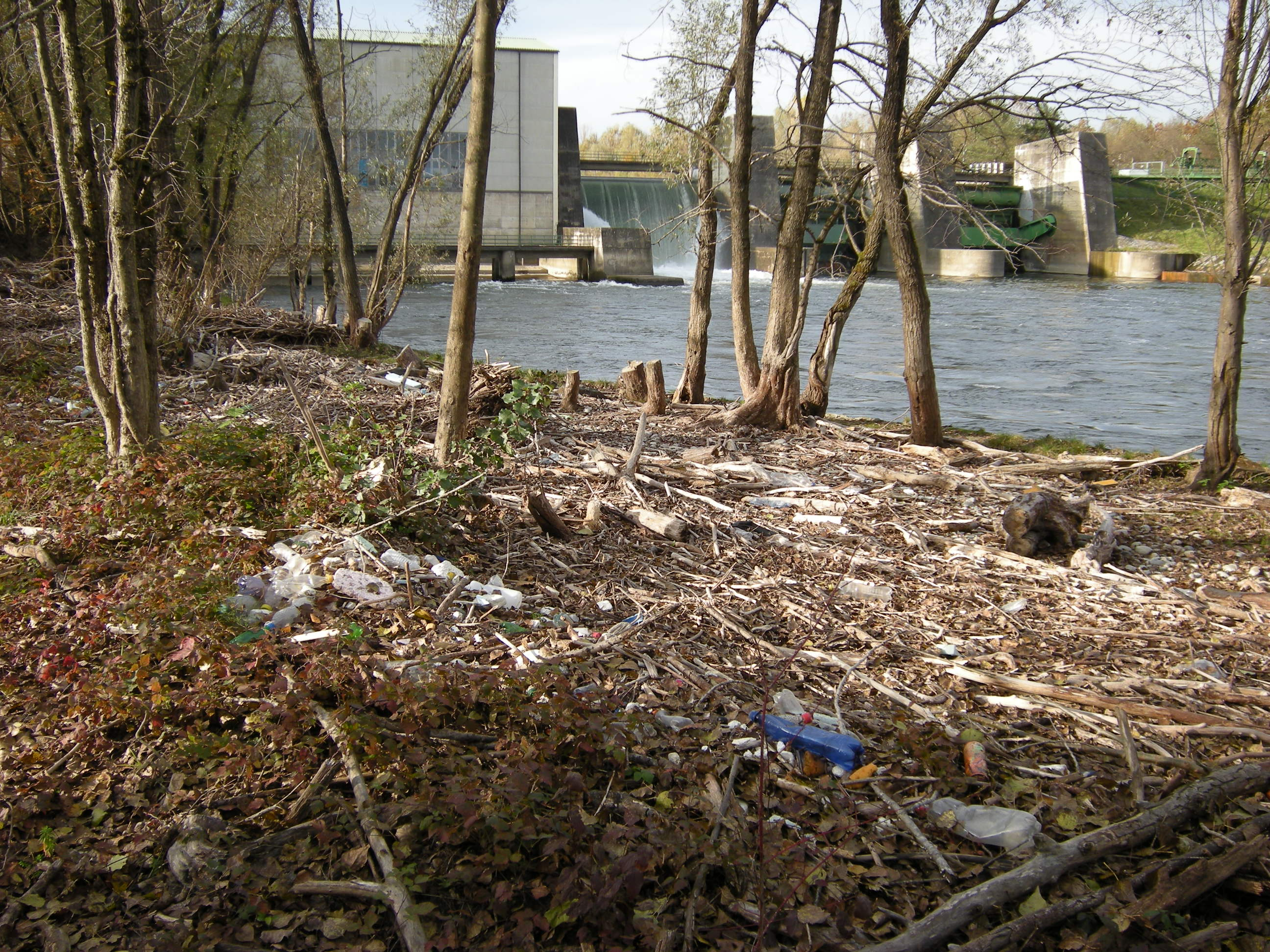
Das Flusskraftwerk in Gralla, Oktober 2009

Gegenwärtig gibt es in Österreich die folgenden Wasserkraftwerke an der Mur; 21 davon werden von der Verbund AG betrieben. In Flussrichtung sind dies:
| Name                                                          | Betreiber                    | (1.) Inbetriebnahme                                   | Leistung (MW) | Jahreserzeugung (GWh) | Gemeinde |
| ------------------------------------------------------------- | ---------------------------- | ----------------------------------------------------- | ------------- | --------------------- | --- |
| Murfall                                                       | Salzburg AG                  | 1922                                                  | 0,78          | 3,7                   | Muhr, Land Salzburg |
| Bodendorf-Paal                                                | Verbund AG                   | 1982                                                  | 27,00         | 86,0                  | St. Georgen am Kreischberg, Steiermark |
| Bodendorf-Mur                                                 | Verbund                      | 1982                                                  | 7,00          | 34,0                  | St. Georgen am Kreischberg |
| St. Georgen                                                   | Verbund                      | 1985                                                  | 6,00          | 32,0                  | Sankt Georgen ob Murau |
| Murau                                                         | Murauer Stadtwerke           | 1908                                                  | 4,50          | 22,0                  | Murau |
| Fisching                                                      | Verbund                      | 1994                                                  | 22,00         | 74,0                  | Weißkirchen in Steiermark |
| Leoben                                                        | Verbund                      | 2005                                                  | 10,00         | 50,0                  | Leoben |
| Niklasdorf                                                    | MeinAlpenStrom GmbH          | 1895                                                  | 5,00          | 19,0                  | Niklasdorf |
| Dionysen                                                      | Verbund                      | 1949                                                  | 16,00         | 85,9                  | Oberaich |
| Bruck an der Mur                                              | Stadtwerke Bruck an der Mur  | 1903                                                  | 3,00          | ?,0                   | Bruck an der Mur |
| Pernegg                                                       | Verbund                      | 1927                                                  | 22,00         | 121,4                 | Pernegg an der Mur |
| Laufnitzdorf                                                  | Verbund                      | 1931                                                  | 18,00         | 121,0                 | Laufnitzdorf |
| Frohnleiten                                                   | MeinAlpenStrom GmbH          | 1925                                                  | 10,00         | 47,0                  | Frohnleiten |
| Rabenstein                                                    | Verbund                      | 1987                                                  | 14,00         | 64,5                  | Frohnleiten |
| Peggau                                                        | Verbund                      | 1908                                                  | 13,00         | 84,2                  | Peggau |
| Friesach                                                      | Verbund                      | 1998                                                  | 12,00         | 60,0                  | Peggau |
| Kraftwerk Sappi Gratkorn Nord                                 | Papierfabrik Sappi           | vor 1990                                              | ,00           | ,0                    | Gratkorn, bei Zigeunerloch (Höhle) |
| Kraftwerk Sappi Gratkorn Süd                                  | Papierfabrik Sappi           | vor 1900                                              | ,00           | ,0                    | Gratkorn, in der Papierfabrik |
| Kraftwerk Gratkorn                                            | Verbund + Energie Steiermark | seit März 2022 in Bau, Inbetriebnahme H2 2024 geplant | 11,00         | 54,2,0                | Gratkorn, nahe Graz |
| Weinzödl, mit Ausleitungskraftwerk rechts zum Grazer Mühlgang | Verbund                      | 1982                                                  | 16,00         | 63,0                  | Graz (Nordrand), Maschinen erneuert ca. 2018                                                                                                  |
| Graz-Puntigam                                                 | Energie Steiermark           | 2019                                                  | 16,00         | 74,0                  | Graz-Puntigam/Liebenau |
| Gössendorf                                                    | Verbund                      | 2012                                                  | 19,00         | 88,6                  | Gössendorf |
| Kalsdorf                                                      | Verbund                      | 2013                                                  | 19,00         | 81,2                  | Kalsdorf bei Graz |
| Mellach                                                       | Verbund                      | 1985                                                  | 16,00         | 74,0                  | Mellach |
| Weissenegg                                                    | Verbund                      | 1985                                                  | 1,00          | 5,7                   | Werndorf |
| Lebring                                                       | Verbund                      | 1988                                                  | 20,00         | 83,9                  | Lebring Neu ersetzte das gleichnamige rechte Ausleitungskraftwerk aus um 1903, umgebaut 1924. Dieses bleibt teilweise, besichtigbar bestehen. |
| Gralla                                                        | Verbund                      | 1964                                                  | 15,00         | 71,8                  | Gralla |
| Gabersdorf                                                    | Verbund                      | 1974                                                  | 14,00         | 68,0                  | Gabersdorf |
| Obervogau                                                     | Verbund                      | 1978                                                  | 13,00         | 60,0                  | Obervogau |
| Spielfeld                                                     | Verbund                      | 1982                                                  | 13,00         | 67,0                  | Spielfeld |

Die Errichtung der folgenden Kraftwerke ist geplant:
- Kraftwerk Stübing, in Kleinstübing (geplant, 12 MW, 57,8 GWh/a)
- Kraftwerk Gratkorn, in Gratkorn (seit März 2022 in Bau) – siehe Tabelle oben

Ein im Juni 2010 im Rahmen des Umweltverträglichkeitsprüfungsverfahren erstelltes Gutachten bescheinigt dem Projekt für die Staustufe Gratkorn negative Auswirkungen auf den Fischbestand. Bemerkenswert ist, dass das Gutachten des Gewässerökologen Clemens Gumpinger nicht von Gegnern des Projekts, sondern von der Verbund AG, dem Projektwerber selbst, beauftragt wurde.
Nach der Fertigstellung ist mit dem weitgehenden Verschwinden von 21 Fischarten zu rechnen. Neben dem bereits auf der Roten Liste gefährdeter Arten befindlichen Huchen wären Äsche und Strömer am stärksten betroffen. Die geplanten Fischaufstiegshilfen könnten von den Fischen zwar überwunden werden, sie würden damit jedoch lediglich ins nächste Staugebiet gelangen. Viele Fischarten in der Mur benötigen für die Fortpflanzung jedoch fließendes Gewässer.
Der WWF sowie andere Naturschutzeinrichtungen distanzierten sich vom lückenlosen Ausbau der Wasserkraft an der Mur und forderten stattdessen ein Ausnutzen der bereits vorhandenen Einsparpotentiale bei Raumwärme, Warmwasseraufbereitung, Beleuchtung und Verkehr, sowie den Ausbau anderer erneuerbarer Energiequellen wie Wind, Biomasse und Solarenergie.

#### Grazer Mühlgang
Heute aus dem Stau des Kraftwerks Graz-Weinzödl (errichtet 1982) mit einem Kleinkraftwerk rechtsufrig ausgeleitet, durchmisst der Grazer Mühlgang die Landeshauptstadt und verläuft über Feldkirchen bis Großsulz bei Kalsdorf insgesamt 23 km weit. Er kommuniziert mit verschiedenen Bächen. Der Schleifbach, eine Ausleitung des Mühlgangs unterhalb des Kraftwerks Gösting, trieb ehemals Mühlen von Messerschleifern an und wurde 2017 auf seiner gesamten Länge (2,2 km) verrohrt (1,2 m Dm.), um ein Kleinkraftwerk am rechten Murufer zu speisen.
Der Mühlgang treibt etwa ein Dutzend Kleinkraftwerke an, wo (in Graz) von frühestens 1270 bis spätestens Anfang 2014 (Rösselmühle) ehemals Mühlen betrieben wurden. Das zumindest seit 2005 stillstehende hölzerne Mühlrad der Gefällestufe der ehemaligen Taggermühle wurde um 2016/2017 nach Zersägen seiner hölzernen Achse herausgehoben. Im Umgehungsgerinne dieser Mühle wurde ein Schwall zum Flusssurfen eingerichtet. Eine Paddelslalom-Trainingsstrecke findet sich auf den ersten 100 m, ein Schwall für Paddelakrobatik auf Höhe des Kreisverkehrs Puchstraße.
Vor und nach dem Schlossberg gab es linksufrig ehemals zwei Mühlgänge in Graz, diese wurden schon vor Jahrzehnten stillgelegt, der obere in Geidorf um 1977.

### Wassersport

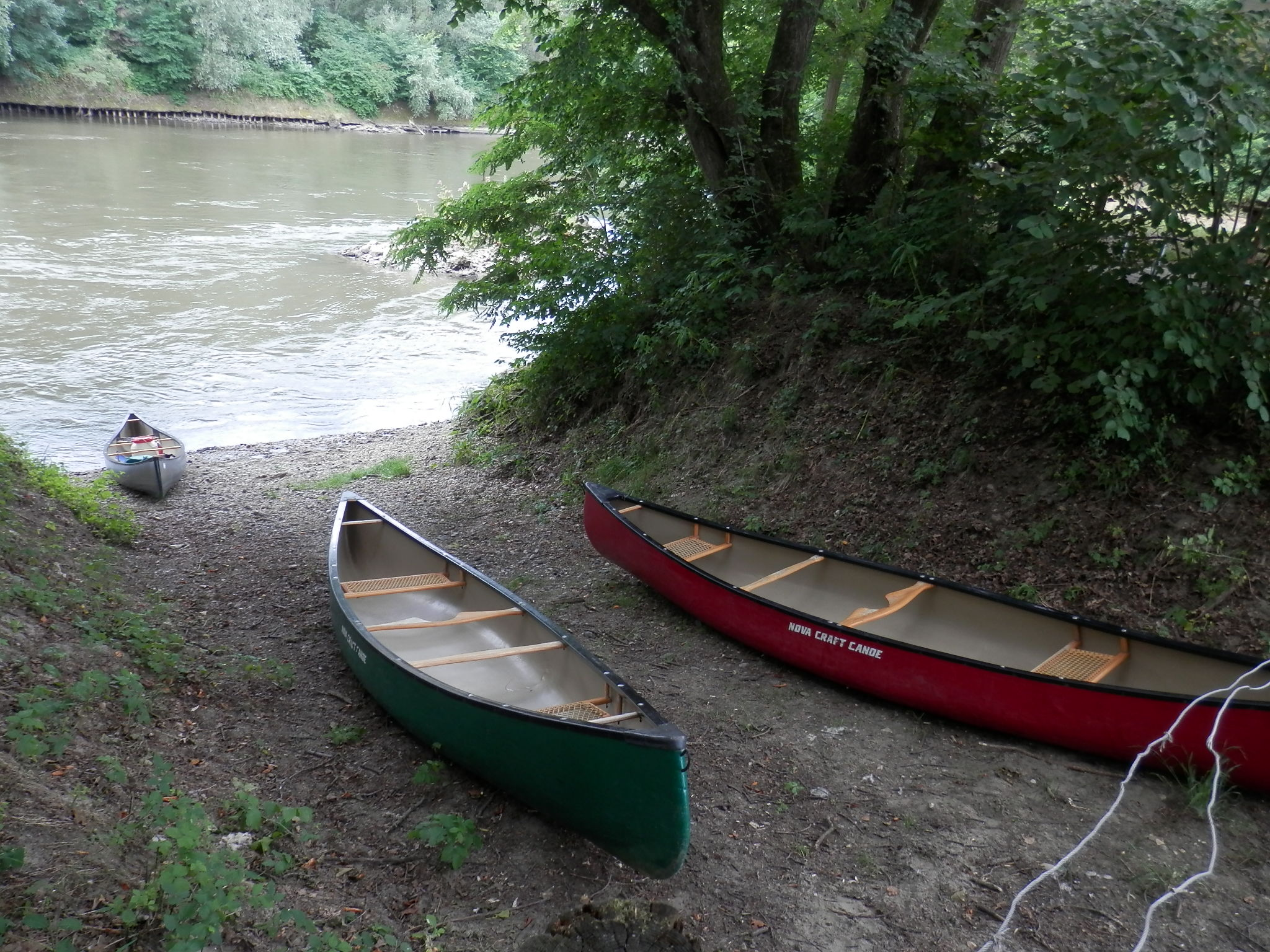
Kanadier-Boote an der Mur bei Weitersfeld vorbereitet für die Fahrt nach Bad Radkersburg

Insbesondere in Graz und hier wiederum knapp unterhalb der Erzherzog-Johann-Brücke und der Radetzkybrücke surfen Sportler mit Brett oder Paddelboot in stehenden Wellen, die sich durch eingerichtete Steine bei günstigen Wasserständen ausbilden. 2003 fand an der (damals noch) Hauptbrücke die Paddel-Rodeo-Weltmeisterschaft statt. Ein Bootshaus im Zentrum beim Marburgerkai diente wohl in historischen Zeiten dem Ein- und Ausbooten auch von Ruderbooten. 2014 wurde im nunmehrigen Staubereich des Kraftwerks Gössendorf am südlichen Stadtrand am linken Ufer das Bootshaus eines neuen Ruderclubs in Betrieb genommen. Am rechten Ufer etwas oberhalb gibt es seit etwa 2014 einen Paddelbootverleih. Um 2008 hat die Grazer Feuerwehr Stahlprofile entfernt, die jahrzehntelang als Reste einer Hilfsstütze unter der Eisenbahnbrücke in Flussmitte ein Stück vom Grund hochstanden. Mitte Jänner 2012 haben Aktivisten von Rettet die Mur, einer Bürgerinitiative, die sich gegen ein weiteres Murkraftwerk in Graz einsetzt, beim niedrigsten Wasserstand seit vielen Jahren auf Höhe des Grazer Augartens Eisenteile und -draht herausgeklaubt, um den Fluss für Sportler sicherer zu machen.

### Schiffsmühlen auf der Mur

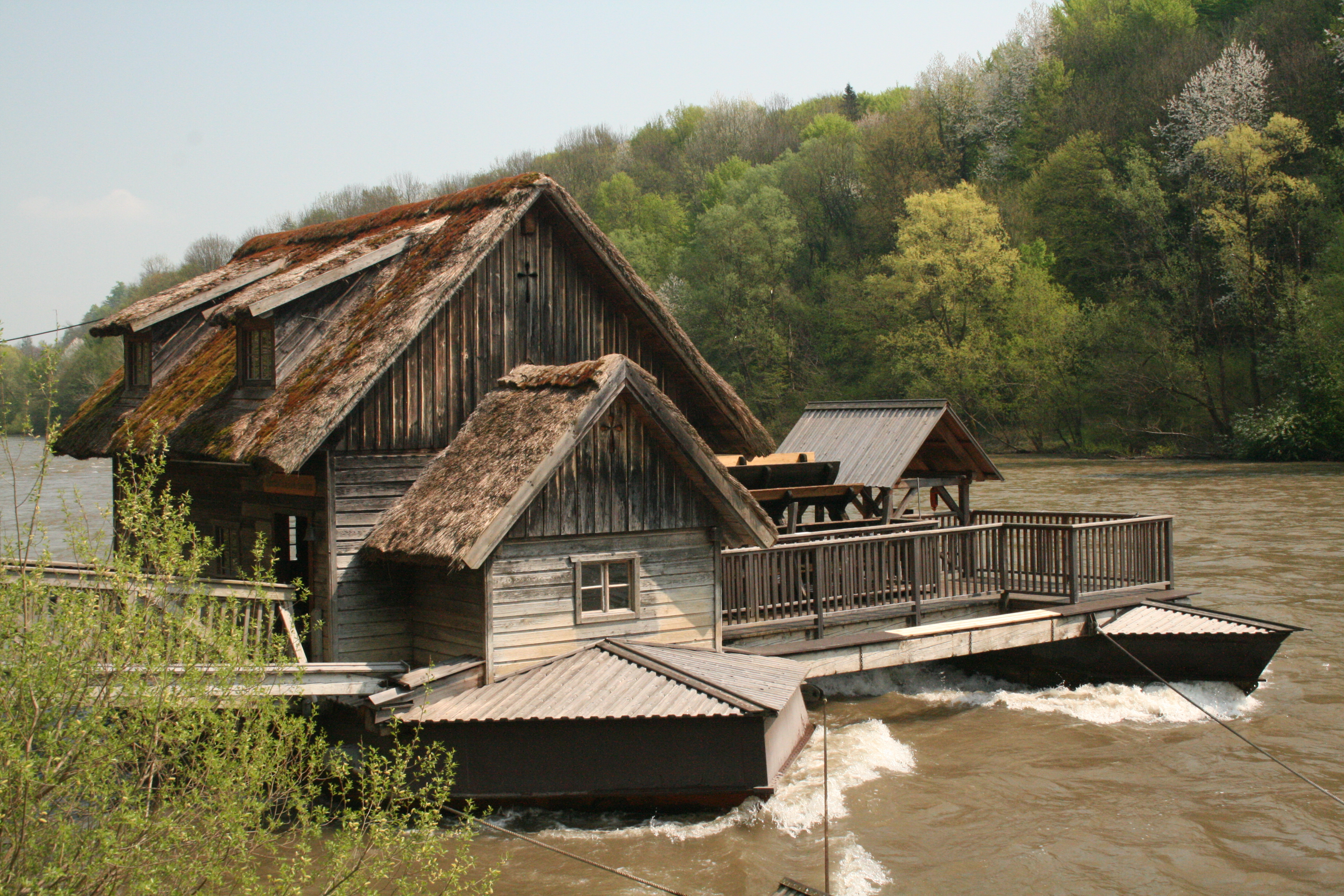
Schiffsmühle auf der Mur bei Mureck, Österreich (Juni 2006)

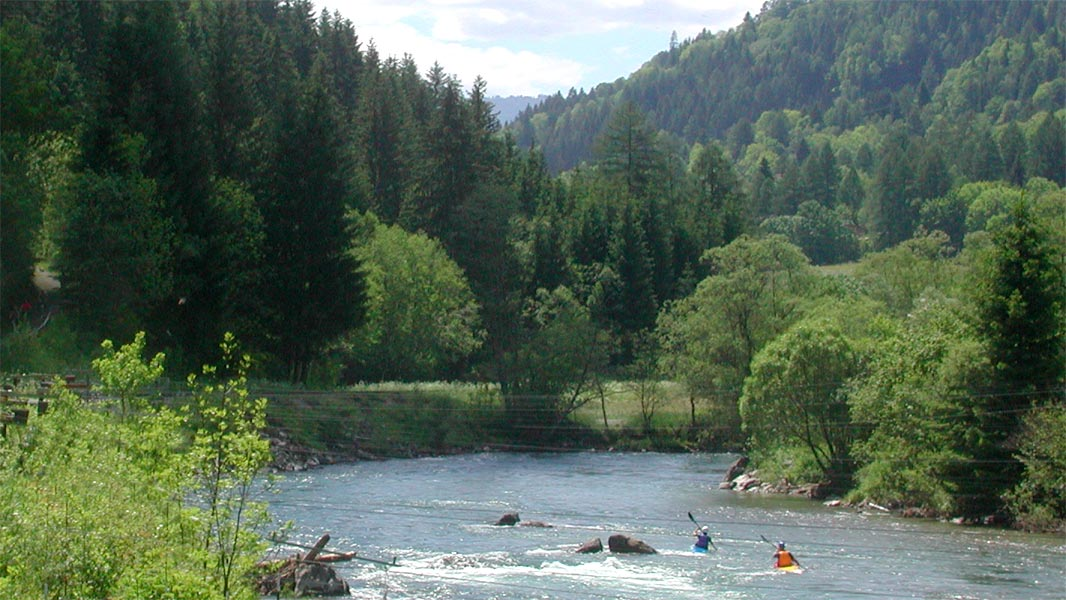
Die Mur bei St. Ruprecht-Falkendorf

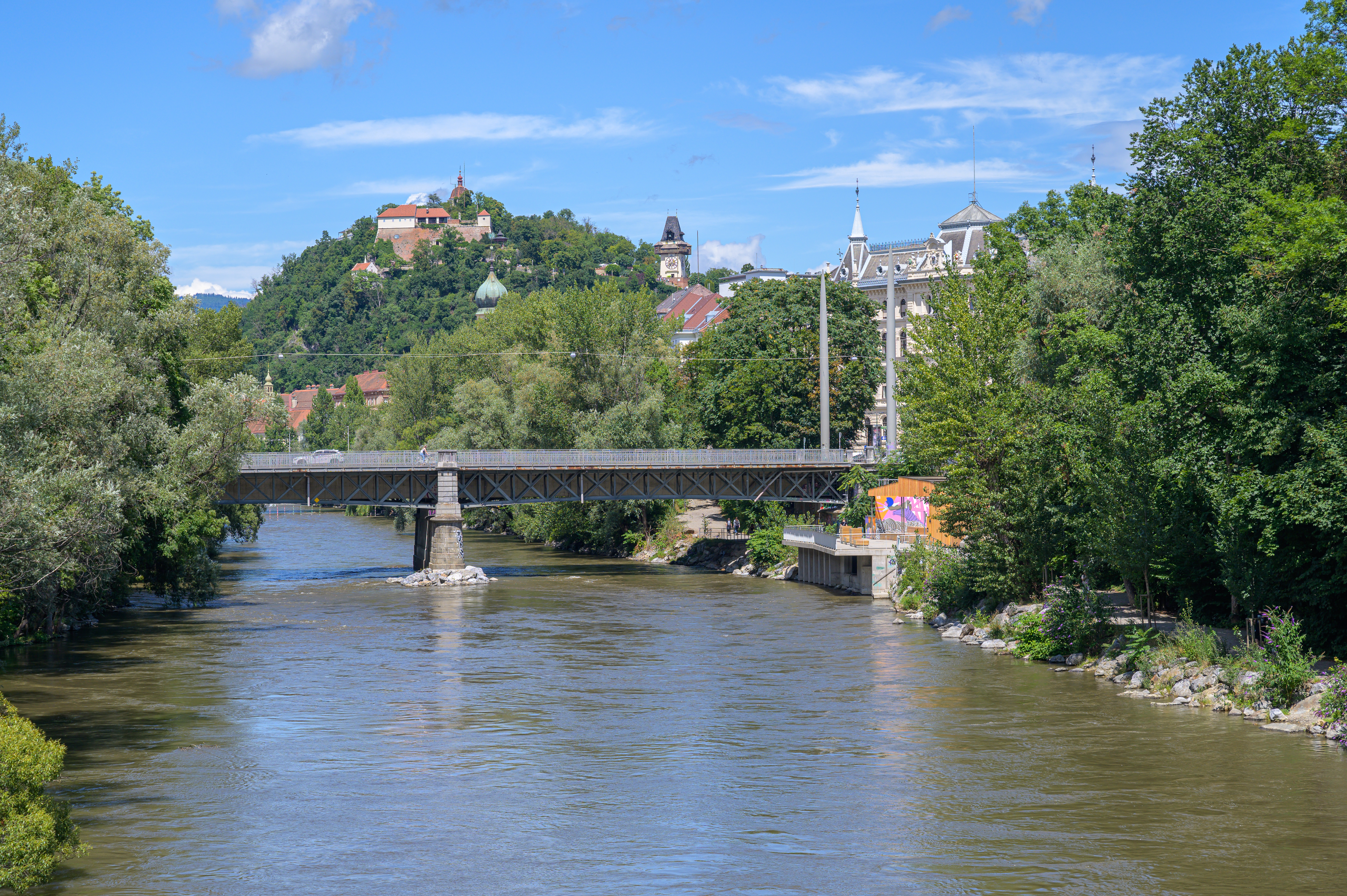
Radetzkybrücke mit Schlossberg in Graz

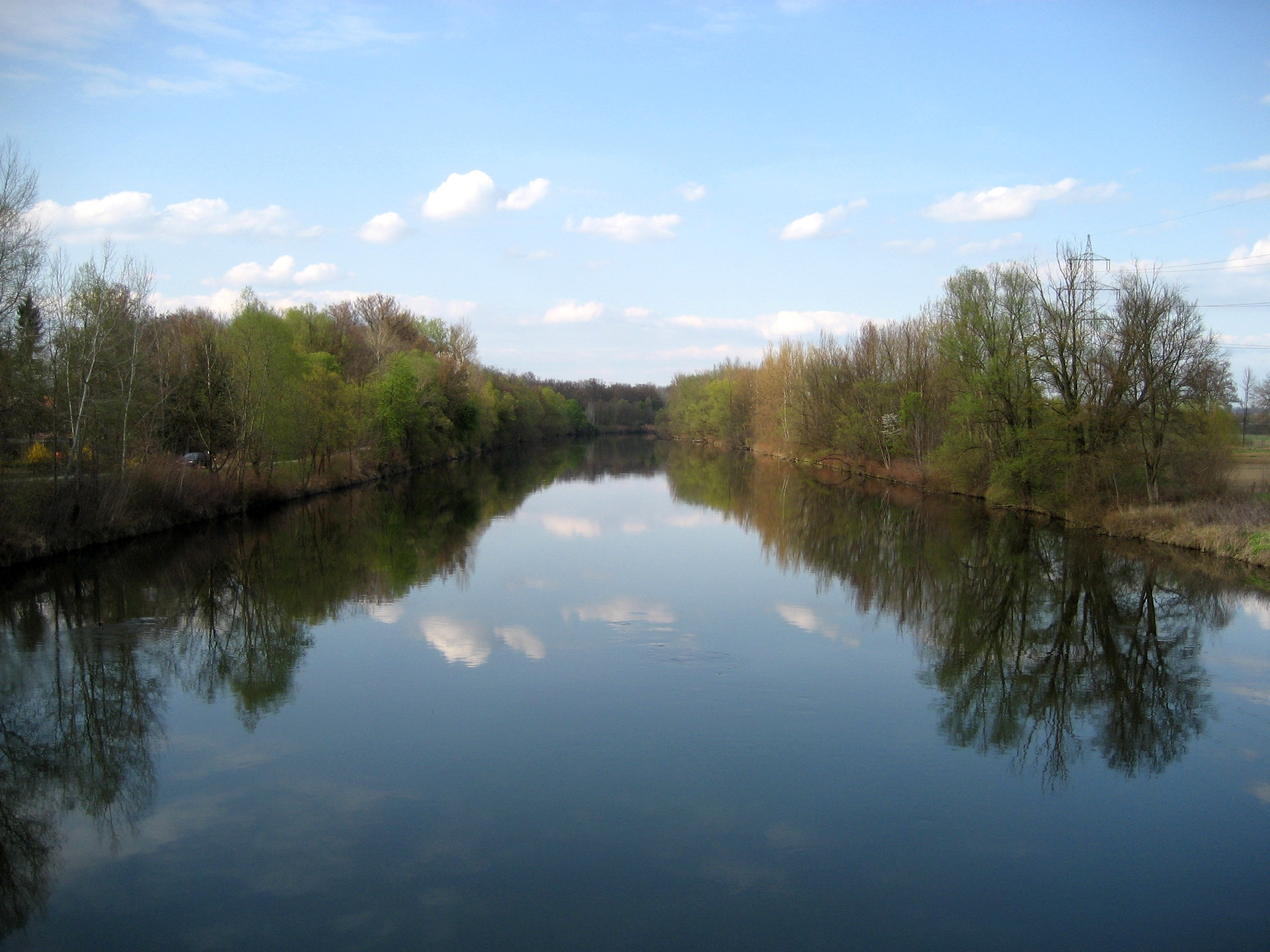
Die Mur bei Leibnitz

In der Mur befinden sich heute noch drei der inzwischen selten gewordenen Schiffsmühlen, auf dem Wasser schwimmende und zum Ufer hin vertäute Kähne, die als Doppelrumpf durch Balken miteinander verbunden sind und zwischen denen ein Wasserrad von der Flussströmung unterschlächtig angetrieben wird.
Die erste der drei Schiffsmühlen auf der Mur befindet sich in Mureck, zwischen Spielfeld und Bad Radkersburg an der slowenischen Grenze. Sie ist im Winter 2005/06 auf Grund gelaufen und u. a. 2012 beim Hochwasser gesunken. Nach einem Abgang der Originalausführung mit Totalschaden bildet die heutige einen authentischen Nachbau und ist ein attraktiver Anziehungspunkt für Besucher. Um den Erhalt kümmert sich ein Verein.
Die zweite Mühle findet man stromab in Slowenien in der Nähe von Veržej, nördlich von Ljutomer. Als „Babič-mlin“ bekannt, ist sie eine im Original erhaltene Mühle, deren Wasserrad mit Getriebe auf dem Wasser schwimmt, während das Mühlenhaus am Flussufer steht. Die Kraftübertragung zum Land hin erfolgt über einen Seiltrieb. Die Mühle wird in Privatbesitz betrieben und ist ein beliebtes Ziel für Touristen aus der Umgebung.
Die dritte Schiffsmühle ist ein authentischer Nachbau eines Typs, wie er häufig an der Mur zu finden war. Sie liegt etwas stromaufwärts von Mursko Središće im Länderdreieck von Slowenien, Kroatien und Ungarn am kroatischen Ufer. Wie in Mureck trägt der landseitige Ponton das Mühlenhaus, während der stromseitige Schwimmer das Gegenlager des Mühlrades aufnimmt.
Es gibt noch eine weitere Schiffsmühle an der Mur, allerdings als Wrack im Trockenen auf dem Gelände des Thermalbades in Lendava, Slowenien.

### Radwanderweg

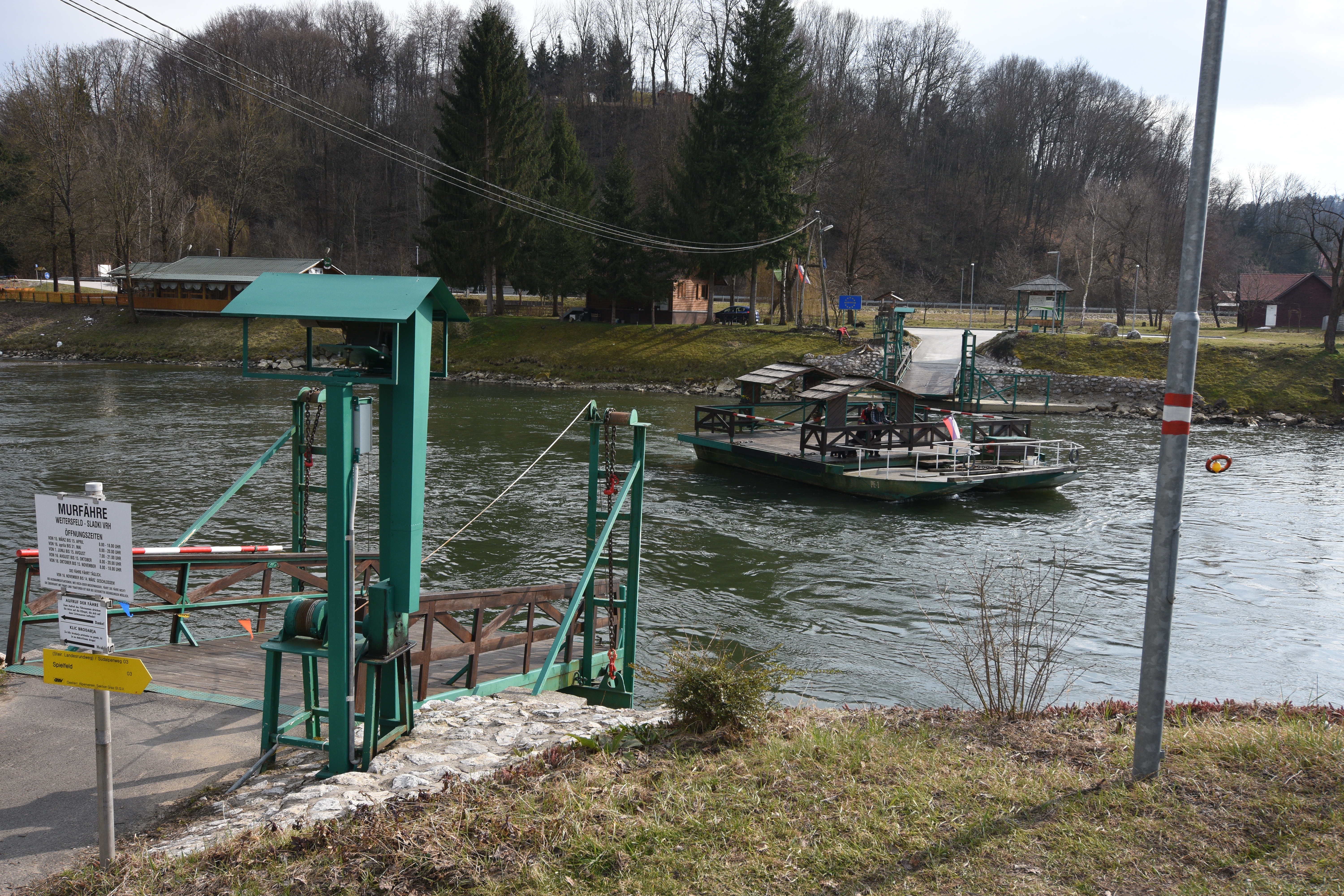
Murfähre Österreich-Slowenien

Durch Salzburg und die Steiermark verläuft entlang der Mur ein 365 km langer Radwanderweg, der Murradweg. Hier findet auch Radverkehr statt, wird gelaufen und inline-geskatet.

## Nebenbäche
Die größten Nebenbäche der Mur sind:
| Name                                                                                 | Mündungsseite | Mündungsort                     | Einzugsgebiet in km² |
| ------------------------------------------------------------------------------------ | ------------- | ------------------------------- | -------------------- |
| Zederhausbach                                                                        | links         | Sankt Michael im Lungau         | 0162,21              |
| Taurach                                                                              | links         | Tamsweg                         | 0380,53              |
| Thomataler Bach                                                                      | rechts        | Madling                         | 0086,09              |
| Turrach                                                                              | rechts        | Predlitz                        | 0133,57              |
| Paalbach                                                                             | rechts        | Stadl an der Mur                | 0147,37              |
| Rantenbach                                                                           | links         | Murau                           | 0189,23              |
| Katschbach                                                                           | links         | Katsch an der Mur               | 0177,33              |
| Wölzerbach (Wölzer Bach)                                                             | links         | Niederwölz                      | 0228,14              |
| Pöls                                                                                 | links         | Zeltweg                         | 0488,44              |
| Granitzenbach                                                                        | rechts        | Zeltweg                         | 0254,81              |
| Ingeringbach                                                                         | links         | Knittelfeld                     | 0208,90              |
| Liesing                                                                              | links         | Sankt Michael in Obersteiermark | 0338,57              |
| Vordernberger Bach                                                                   | links         | Leoben                          | 0190,51              |
| Mürz                                                                                 | links         | Bruck an der Mur                | 1504,65              |
| Gamsbach                                                                             | rechts        | Frohnleiten                     | 0055,99              |
| Übelbach                                                                             | rechts        | Peggau                          | 0117,38              |
| Grazer Mühlgang (ausgeleitet in Graz, + Thaler Bach, – Schleifbach, + Bründlbach, …) | rechts        | Großsulz bei Kalsdorf           | 00>10                |
| Poniglbach                                                                           | rechts        | Werndorf                        | 0010,60              |
| Kainach                                                                              | rechts        | Wildon                          | 0852,47              |
| Stiefing (Weissenegger Mühlkanal)                                                    | links         | Leibnitz                        | 0153,29              |
| Sulm                                                                                 | rechts        | Leibnitz                        | 1120,98              |
| Schwarzaubach                                                                        | links         | vor Mureck                      | 0144,17              |
| Saßbach                                                                              | links         | Mureck                          | 0164,64              |
| Drauchenbach                                                                         | links         | Bad Radkersburg                 | 0253,66              |
| Limbach (Ledava)                                                                     | links         | Muraszemenye                    | 1940,38              |
| Ščavnica                                                                             | rechts        | Razkrižje                       | 0288,00              |

## Verschiedenes

### Schiffsunfälle
Am Feiertag 18. Mai 1875 gab es an der damals existierenden Überfuhr Gratkorn – Judendorf (heute: Gratwein-Straßengel) (im Eigentum des Stifts Rein) besonders großen Andrang durch knapp 500 Wallfahrer der Pfarre St. Stefan am Gratkorn am linken Murufer, die wenige hundert Meter unterhalb der Papierfabrik Leykam, über den Fluss übersetzen und zur nahen Kirche Maria Straßengel gehen wollten, damals die beliebteste Wallfahrtskirche Österreichs. Bei der dritten Fahrt schöpfte die Fähre schon Wasser, zur vierten drängten sich zuletzt sogar 159 Personen an Bord, mehr als sie sicher tragen konnte. Nur mündlich war dem Fährmann eine Tragfähigkeit von 100 Zentnern (= 10 t) erklärt worden. Als die Seilfähre in die starke Strömung kam, knickte und fiel ein Verankerungsmast des über den Fluss gespannten Stahlseils. Die aus zwei Schiffen mit darübergelegten Balken gebaute Fähre trieb ab und zerlegte sich, die Menschen stürzten ins Wasser. Von nur 63 lebend Geretteten starben 2 Schwerverletzte. Beim jemals opferreichsten Schiffsunglück auf der Mur kamen somit 98 Menschen um.
In Graz wurde ab 8. September 1888 Personenverkehr per Schraubendampfer südlich des Stadtzentrums angeboten. Die Einrichtungsschiffe mussten bei Strömung am Fluss gewendet werden. Am 8. Mai 1889 kollidierte die Graz am oberen Wendepunkt mit dem Pfeiler der Radetzkybrücke, am 12. Mai ging auch die Styria an derselben Stelle verloren. Bei extremem Niedrigwasser bis etwa 15. Jänner etwa im Jahr 2015 gab der Wasserspiegel ein Stück unter der Radetzkybrücke ein etwa 5 mm starkes, leicht gebogenens Blechstück auf einer Länge von 1–2 m frei. Es ragte etwa bis zu einer Breite von 40 cm aus dem Schlick des Flussgrunds, doch war händisch nicht zu bewegen.

### Zwischenmurland, Kroatien
In Kroatien wird das Gebiet zwischen Mur und Drau als „Zwischenmurland“ (kroatisch Međimurje) oder im Deutschen auch als „Murinsel“ bezeichnet. Das Međimurje ist heute eine der 20 Gespanschaften Kroatiens mit der Hauptstadt Čakovec. Die Mur bildet auch die Grenze zwischen zwei historischen slowenischen Ländern: der Untersteiermark (Štajerska) und Prekmurje, welches im Deutschen als „Übermurgebiet“ bezeichnet wird. Heute bilden das Prekmurje und die untersteirische Prlekija das slowenische Pomurska („Murgebiet“ oder auch „Murland“) mit der Hauptstadt Murska Sobota.